# Stefan Stocker
Stefan Stocker (ungarisch Stocker István; * 10. Mai 1845 in Budapest; † 17. April 1910 in Wien) war ein ungarischer Komponist.

## Leben
Stefan Stocker erhielt seinen ersten musikalischen Unterricht durch seinen Vater, der Musiklehrer war. Danach studierte er unter Robert Volkmann in Budapest und von 1867 bis 1869 in Wien bei Felix Otto Dessoff am Konservatorium der Gesellschaft der Musikfreunde in Wien und privat bei Gustav Nottebohm. Er war zunächst als Privatmusiklehrer tätig und 1872 kurzfristig in Vertretung Eduard Schelles Musikkritiker der Presse. Daneben entstanden erste Kompositionen, die meist in Wien bei Eduard Wedl, Brockhaus oder Robitschek verlegt wurden. Am 11. März 1888 wurde das Violinkonzert von Stefan Stocker mit dem Solisten Arnold Rosé und den Wiener Philharmonikern unter Hans Richter uraufgeführt. Seit 1883 unterrichtete Stefan Stocker stundenweise Harmonielehre am Wiener Konservatorium. 1898 wurde er dann zum ordentlichen Professor ernannt. Zu seinen Schülern zählen Gian Francesco Malipiero, Joseph Gustav Mraczek, Margarethe Mikusch, Hans Rosensteiner, Eduard Madenski und Simon Bucharoff.
Stefan Stocker war ein enger Freund von Johannes Brahms, der ihn sehr schätzte.
Der Bruder Eduard Stocker (1842–1913) war ein bekannter Pianist.

## Kompositionen
- 5 Klavierstücke op. 1
- 3 Capriccios für Klavier zu vier Händen op. 5
- Variationen über ein eigenes Thema op. 6
- Sonate für Klavier zu vier Händen op. 7
- 5 Stücke für Klavier op. 9
- 8 Stücke für Klavier op. 10
- Lieder des Anakreon op. 11
- Lieder auf verschiedene Texte op. 13
- Gesang der Parzen, für Chor und Orchester
- Winterszenen für Klavier zu vier Händen
- Vier Charakterstücke für Klavier zu vier Händen
- Kindertotenlieder für Stimme und Klavier
- Deutsche Singmesse nebst einem Gegenlied
- Violinsonate
- Violinkonzert (1888)
- 12 Ländler für Violine und Klavier (1896)
- 12 Ländler in kanonischer Form für 2 Violinen und Klavier
- Albumblatt für Klavier (1906)
- 2 Stücke für Violine und Klavier (1909)
- 3-Königs-Marsch, für Klavier (1910)
- 6 Stücke für Violine und Klavier
- 17 Violinstücke
- Vergeiner Tänze für Streichquartett

zudem dutzende Lieder und Chorwerke